# OpenSCAD
OpenSCAD è un CAD per la creazione di solidi 3D; è un software libero, multipiattaforma, rilasciato sotto licenza GPL.
A differenza di molti software liberi per la creazione di modelli 3D (come la famosa applicazione Blender) non si concentra sugli aspetti artistici della modellazione 3D, ma invece sugli aspetti CAD. 
Così potrebbe essere l'applicazione adatta quando si prevede di creare modelli 3D di parti di macchine, ma non idonea quando si ha necessità della creazione di film animati al computer.

## Caratteristiche
Non è un modellatore interattivo, ma piuttosto un compilatore 3D. OpenSCAD legge da uno script e rende un modello 3D da esso.
È un modellatore solido di tipo Constructive Solid Geometry (CSG).

OpenSCAD può anche estrudere forme da file 2D AutoCAD DXF, SVG o PNG.
A partire dal 2011 utilizza le librerie software Computational Geometry Algorithms Library (CGAL) come motore di calcolo base per la geometria solida, la cura dei dettagli, come intersezione, differenza e somme Minkowski. I risultati possono essere resi in file 3D in formato STL e OFF (Open Font Format).
Utilizza le librerie Qt4, OpenCSG e OpenGL per una rapida anteprima dei modelli: il rendering con CGAL (come con altri motori geometrici CSG) a volte può richiedere da diversi minuti a ore.

## Sviluppo
Dal sito ufficiale si apprende che il programma è disponibile per Windows, GNU/Linux, Mac OS e BSD, fornito solo in lingua inglese.